# Поле изображения объектива
По́ле изображе́ния объекти́ва (иногда кроющая способность объектива) — часть круга оптического изображения, даваемого объективом, в переделах которой резкость и яркость могут считаться равномерными и достаточными для получения качественного снимка. 
Диаметр поля изображения зависит от оптической конструкции объектива и степени виньетирования, и определяет размеры кадра на фотоплёнке, киноплёнке или фотоматрице. Он должен превышать диагональ прямоугольного или квадратного кадра для получения равномерного по качеству изображения. Диаметр поля изображения непосредственно связан с величинами угла поля изображения объектива и его фокусным расстоянием. При диафрагмировании объектива резкость изображения по краям поля возрастает, а яркость становится более равномерной.
Поле изображения объективов для карданных камер и шифт-объективов значительно превышает необходимое для расчётного размера кадра, чтобы обеспечить возможность подвижек без падения качества. Ещё одним исключением из правил являются так называемые «циркулярные» объективы типа рыбий глаз, круг поля изображения которых регистрируется целиком, поскольку его диаметр меньше или равен короткой стороне кадрового окна.